# Robert Langlands
Robert Phelan Langlands (ur. 6 października 1936 w New Westminster) – kanadyjski matematyk pracujący w Stanach Zjednoczonych, profesor Institute for Advanced Study (IAS) w Princeton i Uniwersytetu Yale. Laureat licznych nagród naukowych, w tym Nagrody Abela (2018), uchodzącej za jedną z najbardziej prestiżowych w matematyce. Langlands zajmował się między innymi teorią grup Liego i jej związkami z innymi obszarami matematyki.

## Życiorys
Studia podjął w wieku 16 lat. W 1957 otrzymał bakalaureat, w 1958 roku ukończył studia magisterskie na Uniwersytecie Kolumbii Brytyjskiej, a w 1960 obronił na Uniwersytet Princeton|Uniwersytecie Yale]] pracę doktorską Semi-groups and representations of Lie groups („Półgrupy i reprezentacje grup Liego”). W latach 1960–1967 pracował na Uniwersytecie Princeton (z tym, że w latach 1964–1965 przebywał na stypendium na Uniwersytecie Kalifornijskim w Berkeley). W latach 1967–1972 był zatrudniony jako profesor Uniwersytetu Yale (przy czym w latach 1967–1968 pracował w Orta Doğu Teknik Üniversitesi w Ankarze). Od 1972 roku do przejścia na emeryturę (w 2007 roku) był pracownikiem Institute for Advanced Study w Princeton.
W 1967 roku przedstawił w liście do Andrégo Weila hipotezy (nazwane jego nazwiskiem, tzw. Langlands conjectures) dotyczące powiązań pomiędzy teorią liczb, formami automorficznymi w rozumieniu analizy harmonicznej i teorią reprezentacji. Przypuszczenia te stały się punktem wyjścia do badań nad szerszą gamą zagadnień znanych jako program Laglandsa.

## Członkostwa
- 1972: Royal Society of Canada,
- 1981: Royal Society,
- 2015: London Mathematical Society – członek honorowy[3].

## Nagrody i wyróżnienia

### Nagrody
- 1975: Medal Wilbura Crossa[3]
- 1980: Nagroda Jeffery’ego-Williamsa
- 1982: Nagroda F.N. Cole’a w dziedzinie teorii liczba[3]
- 1988: NAS Award in Mathematics[3]
- 1996: Nagroda Wolfa w dziedzinie matematyki[3]
- 2000: Grande Médaille Francuskiej Akademii Nauk[4]
- 2005: Nagroda L.P. Steele’a za wkład w badania
- 2006: Nagroda Nemmersa w dziedzinie matematyki
- 2007: Nagroda Shawa w dziedzinie matematyki[1]
- 2018: Nagroda Abela[5]

### Doktoraty honorowe
- 1985: Uniwersytet Kolumbii Brytyjskiej[6]
- 1985: Uniwersytet McMastera[7]
- 1985: Uniwersytet Miejski w Nowym Jorku[8]
- 1988: Uniwersytet w Waterloo[9]
- Université de Paris VII[3]
- 1991: Uniwersytet McGilla[10]
- 1993: Uniwersytet w Toronto[11]
- 2003: Uniwersytet Lavala[12]
- 2005: Uniwersytet w Madrasie[13]